# Anyika Onuora
Nwanyika Jenete C. Onuora dite Anyika Onuora (née le 28 octobre 1984 à Liverpool) est une athlète britannique, spécialiste des épreuves de sprint.

## Biographie
Elle fait ses débuts sur la scène internationale à l'occasion des championnats d'Europe juniors de 2003, à Tampere en Finlande. Elle se classe cinquième de l'épreuve du 100 m, et remporte la médaille d'argent au titre du relais 4 × 100 m.
En 2006, aux Jeux du Commonwealth de Melbourne en Australie, elle s'adjuge la médaille d'argent du relais 4 × 100 m avec ses coéquipières de l'équipe d'Angleterre. En août 2006, elle décroche une nouvelle médaille d'argent dans cette discipline, à l'occasion des championnats d'Europe se déroulant à Göteborg, en Suède. L'équipe du Royaume-Uni, composée par ailleurs de Emma Ania, Emily Freeman et Joice Maduaka est devancée par le relais russe.
Elle participe aux Jeux olympiques de 2012, à Londres, où elle s'incline dès les séries du 100 m et du 200 m. Le 8 juillet 2016, Onuora remporte la médaille de bronze des Championnats d'Europe d'Amsterdam sur 400 m en 51 s 47, derrière l'Italienne Libania Grenot (50 s 73) et la Française Floria Gueï (51 s 21). Deux jours plus tard, avec le relais 4 x 400 m, la Britannique remporte un 2d européen sur la distance.
Le 4 mars 2018, elle remporte la médaille de bronze du relais 4 x 400 m des championnats du monde en salle de Birmingham grâce à sa participation en séries.
Elle annonce sa retraite sportive le 25 novembre 2019.

## Vie privée
Le 23 avril 2017, Anyika Onuora révèle au magazine anglais The Guardian avoir contracté la malaria (paludisme) en octobre 2015 après un voyage au village natal de son père au Nigeria : elle annonce avoir frôlé la mort et avoir dû réapprendre à marcher. Excepté sa famille et le champion d'Europe Martyn Rooney, personne n'était au courant, jusqu'à-ce-qu'elle l'annonce à la sauteuse en longueur Shara Proctor, sa colocataire lors des Jeux olympiques de Rio où elle décroche la médaille de bronze du relais 4 x 400 m.
Elle est la sœur de l'ancien joueur de football Ifem Onuora.

## Palmarès
| Date | Compétition                       | Lieu           | Résultat | Épreuve   | Temps         |
| ---- | --------------------------------- | -------------- | -------- | --------- | ------------- |
| 2003 | Championnats d'Europe juniors     | Tampere        | 5e       | 100 m     | 11 s 72       |
| 2003 | Championnats d'Europe juniors     | Tampere        | 2e       | 4 x 100 m | 44 s 81       |
| 2006 | Jeux du Commonwealth              | Melbourne      | 2e       | 4 × 100 m | 43 s 43       |
| 2006 | Championnats d'Europe             | Göteborg       | 2e       | 4 × 100 m | 43 s 51       |
| 2006 | Coupe du monde des nations        | Athènes        | 8e       | 4 x 100 m | 47 s 61       |
| 2008 | Coupe d'Europe                    | Annecy         | 2e       | 4 x 100 m | 42 s 95       |
| 2011 | Championnats d'Europe par équipes | Stockholm      | 5e       | 100 m     | 11 s 43       |
| 2011 | Championnats d'Europe par équipes | Stockholm      | 4e       | 4 x 100 m | 43 s 50       |
| 2013 | Championnats d'Europe par équipes | Gateshead      | 3e       | 200 m     | 23 s 12       |
| 2013 | Championnats d'Europe par équipes | Gateshead      | 5e       | 4 x 100 m | 43 s 52       |
| 2014 | Relais mondiaux de l'IAAF         | Nassau         | 2e       | 4 × 200 m | 1 min 29 s 61 |
| 2014 | Championnats d'Europe par équipes | Brunswick      | 3e       | 200 m     | 23 s 24       |
| 2014 | Championnats d'Europe par équipes | Brunswick      | 5e       | 4 x 100 m | 43 s 66       |
| 2014 | Jeux du Commonwealth              | Glasgow        | 4e       | 200 m     | 22 s 64       |
| 2014 | Jeux du Commonwealth              | Glasgow        | 3e       | 4 × 100 m | séries        |
| 2014 | Jeux du Commonwealth              | Glasgow        | 3e       | 4 × 400 m | 3 min 27 s 24 |
| 2014 | Championnats d'Europe             | Zurich         | 1re      | 4 × 100 m | séries        |
| 2014 | Coupe continentale                | Marrakech      | 2e       | 4 x 100 m | 42 s 98       |
| 2015 | Relais mondiaux de l'IAAF         | Nassau         | 3e       | 4 × 400 m | 3 min 26 s 38 |
| 2015 | Championnats du monde             | Pékin          | 3e       | 4 × 400 m | 3 min 23 s 62 |
| 2016 | Championnats d'Europe             | Amsterdam      | 3e       | 400 m     | 51 s 47       |
| 2016 | Championnats d'Europe             | Amsterdam      | 1re      | 4 × 400 m | 3 min 25 s 05 |
| 2016 | Jeux olympiques                   | Rio de Janeiro | 3e       | 4 x 400 m | 3 min 25 s 88 |
| 2017 | Championnats d'Europe par équipes | Lille          | 4e       | 4 x 400 m | 3 min 28 s 96 |
| 2018 | Championnats du monde en salle    | Birmingham     | 3e       | 4 x 400 m | séries        |
| 2018 | Jeux du Commonwealth              | Gold Coast     | 4e       | 4 x 400 m | 3 min 27 s 21 |
| 2018 | Championnats d'Europe             | Berlin         | 3e       | 4 x 400 m | 3 min 27 s 40 |

## Records
| Épreuve | Épreuve   | Temps   | Lieu               | Date            |
| ------- | --------- | ------- | ------------------ | --------------- |
| 60 m    | En salle  | 7 s 31  | Bratislava         | 29 janvier 2006 |
| 100 m   | Plein air | 11 s 18 | Zeulenroda-Triebes | 29 mai 2011     |
| 200 m   | Plein air | 22 s 64 | Glasgow            | 31 juillet 2014 |
| 200 m   | En salle  | 24 s 21 | Sheffield          | 19 janvier 2008 |
| 400 m   | Plein air | 50 s 87 | Pékin              | 25 août 2015    |
| 400 m   | En salle  | 53 s 13 | Birmingham         | 17 février 2018 |